# Himera
Himera (gr. Ιμέρα) – kolonia Zankle na północy Sycylii. Założona w roku 649 p.n.e. ze względu na otaczające je żyzne ziemie. Tu w bitwie w 480 p.n.e. wojska Terona z Akragas i Gelona z Syrakuz zwyciężyły Kartagińczyków (w tym samym czasie Grecy zwyciężyli Persów pod Salaminą). W 408 p.n.e. Kartagińczycy z zemsty za poniesioną tu klęskę zniszczyli miasto.